# Pierre-Gabriel Vyau de Baudreuille
Pierre-Gabriel Vyau de Baudreuille, né le 6 juillet 1745 à Saint-Pierre-le-Moutier et décédé le 27 décembre 1819 à Saint-Pierre-le-Moutier, est un magistrat et homme politique français.

## Biographie
Conseiller du Roi, président et lieutenant-général au bailliage du Nivernais et siège présidial de la ville de Saint-Pierre-le-Moutier, il est élu, le 22 mars 1789, député du tiers aux États généraux par le bailliage de Saint-Pierre-le-Moutier. Il prêta le serment du Jeu de paume, siégea silencieusement dans la majorité, et ne fit pas partie d'autres assemblées.

## Sources
- « Pierre-Gabriel Vyau de Baudreuille », dans Adolphe Robert et Gaston Cougny, Dictionnaire des parlementaires français, Edgar Bourloton, 1889-1891 [détail de l’édition]